# Luis Eugenio Díaz
Luis Eugenio Díaz Fuenzalida (Curicó, Chile, 23 de marzo de 1978) es un exfutbolista chileno. Jugaba de delantero y militó en diversos clubes de Chile. Fue campeón del Torneo Apertura 1997 junto a Universidad Católica donde el cuadro cruzado venció en la final en partidos de ida y vuelta a Colo-Colo en un marcador global de 3:1 a favor de los estudiantiles.

## Clubes
| Club                  | País  | Año       |
| --------------------- | ----- | --------- |
| Universidad Católica  | Chile | 1996-1999 |
| Provincial Osorno     | Chile | 1999-2000 |
| Audax Italiano        | Chile | 2001      |
| Rangers               | Chile | 2002      |
| Colo-Colo             | Chile | 2003      |
| Rangers               | Chile | 2004      |
| Cobresal              | Chile | 2004-2005 |
| Deportes Antofagasta  | Chile | 2006      |
| Deportes Puerto Montt | Chile | 2007      |

## Palmarés

### Torneos nacionales
| Título             | Club                 | País  | Año  |
| ------------------ | -------------------- | ----- | ---- |
| Torneo de Apertura | Universidad Católica | Chile | 1997 |